# Camalò
Camalò è una frazione del comune di Povegliano, in provincia di Treviso.

## Geografia fisica
Il centro sorge sulla porzione occidentale del territorio comunale. Non si riscontrano corsi d'acqua di rilievo, ma l'approvvigionamento idrico è garantito dal canale della Vittoria di Ponente, che scorre poco oltre il confine in comune di Volpago del Montello.

## Origini del nome
Le origini del toponimo sono ancora poco chiare: una prima ipotesi propone un etimo celtico, ma una seconda teoria lo fa più tardo, rimandandolo a ca' maladum in riferimento a un ospizio.

## Storia
Le testimonianze storiche più antiche risalgono all'epoca romana. Il paese si trova infatti all'incrocio tra via Sant'Antonio e via Postioma, resti, rispettivamente, di un cardo e di un decumano compresi nel territorio centuriato di Treviso; a proposito di via Postioma, sembra che essa fosse parte di un percorso che collegava Postioma a Lovadina, un tempo centri abitati di rilievo. Inoltre, sono state rinvenute le tracce di una costruzione, forse una villa, cui si aggiungono una tomba a cassetta, embrici, anfore e monete.
Nel medioevo la chiesa di Camalò fu compresa tra i beni dell'ospedale-monastero di Santa Maria del Piave. Sin dal 1152 è però attestata anche come cappella dipendente dalla pieve di Volpago.
Sotto la Repubblica di Venezia, Camalò ha costituito una villa del quartier Campagna Inferiore parte della podesteria di Treviso.
Durante la Grande Guerra vi venne trasferito provvisoriamente il municipio.

## Monumenti e luoghi d'interesse

### Chiesa parrocchiale
Antica proprietà del monastero di Santa Maria del Piave, dal 1490, con la soppressione di quest'ultimo, passò a Santa Maria degli Angeli di Murano. Fu inoltre legata alla pieve di Volpago quale filiale. La consacrazione dell'attuale edificio risale al 1779 e dieci anni dopo divenne sede di una parrocchia autonoma.
La chiesa assunse l'odierno aspetto dopo il restauro del 1902 e presenta una facciata neoclassica. All'interno, si ricorda l'altare maggiore, proveniente dai beni del monastero di Santa Maria, e tre tele (tra cui la pala d'altare) di scuola veneta.
Il campanile fu costruito nel 1816 con le pietre della chiesa di San Francesco di Treviso.

### Monumento ai caduti
Fu eretto nel 1955 al centro del Lavajo, una grande vasca usata in passato per lavare i panni. È costituito da una piattaforma circolare sulla quale si innalza un obelisco recante una frase di Giovanni Comisso e l'elenco di caduti e dispersi delle due guerre mondiali. L'insieme è completato da una statua di Carlo Conte che rappresenta la sofferenza umana.

### Tomba di Mario Fiore
Nel cimitero della frazione, vi riposano i resti del maggiore Mario Fiore, morto in guerra presso San Mauro di Bavaria, lungo il fronte del Piave. Il manufatto è stato realizzato in pietra lavica del Vesuvio (il militare era napoletano).

### Palazzo Signori
Fu costruito sul finire dell'Ottocento e ampliato nel 1915. La facciata si caratterizza al centro per un grande balcone. Affrescato all'interno lo Stemma Reale di Casa Savoia, che veniva posto ogni qualvolta l'abitazione era sequestrata ad uso militare, adibita a sede Comando e dimora degli Ufficiali (durante la Prima Guerra Mondiale). Nel 1859, nel conflitto che vide opposti Francia e Regno di Sardegna all'Austria asburgica, Napoleone III, Vittorio Emanuele II e il Cavour furono ospiti della Famiglia Signori in questo Palazzo dove la bella giovane moglie parlava francese. L'ospitalità citata di regnanti a palazzo Signori non solo è dubbia, ma era impossibile da realizzare per la mancanza di foresterie, stalle per nutrire i bardati cavalli al seguito dei regnanti e rimesse consone per le imperiali carrozze. Se questo straordinario avvenimento ebbe luogo, poteva realizzarsi 100 metri più a nord in villa conte Nicoletto Sdrin, allora al suo massimo splendore per tutti i supporti logistici menzionati e grande parco. Villa in cui la contessa Rosa Miccalizzi moglie del conte Sdrin, donna di origine siciliana e di grande cultura europea, sarebbe stata in grado di soddisfare il soggiorno di campagna dei Regnanti, in attesa del perfezionamento politico dell'armistizio. Non solo, il Re d'Italia avrebbe potuto cacciare la volpe sul vicino Montello. Napoleone III rimase in attesa che si perfezionassero le trattative di pace, avrebbe potuto in quei giorni visitare la città d'acque dalle case affrescate di Treviso. L'armistizio con l'imperatore austriaco Francesco Giuseppe fu sottoscritto a Villafranca (VR) l'11 luglio 1859.

### Casa Borsato e casa Martini
In origine costituivano un unico complesso di proprietà dei Da Borso (XVIII secolo). Su casa Borsato possono notare tracce di affreschi.